# Valsos op. 70 (Chopin)
Els tres Valsos op. 70 de Frédéric Chopin van ser compostos en diversos moments de la vida del compositor (1829, 1832, 1842) i foren publicats pòstumament el 1855, sis anys després de la mort de Chopin. Aquests valsos estan entre diverses obres inèdites que el compositor esperava que fossin cremades després de la seva mort. Cada un dels tres valsos op.70 dura menys de tres minuts. El n.º 2, està dedicat a la pianista alemanya Anna Caroline Oury i otras.